# Demòcrates per una Bulgària Forta
Demòcrates per una Bulgària Forta (búlgar Демократи за силна България o Demokrati za Silna Bălgarija) és un partit polític de Bulgària. Fou fundat el 2004 per l'exprimer ministre de Bulgària Ivan Kostov, qui va dimitir com a cap de la coalició Forces Democràtiques Unides (encapçalada pel seu partit, Unió de Forces Democràtiques) després de la severa derrota que patiren davant el Moviment Nacional Simeó II a les eleccions legislatives búlgares de 2001.
La UDF havia tingut denúncies de corrupció i l'augment de l'atur després d'haver dut a terme reformes econòmiques durant el seu mandat de quatre anys li passaren factura. Amb el temps 29 (de 51) diputats de la UDF inclosos Kostov, eren cada vegada més insatisfets amb la nova direcció de la presidenta de l'UDF Nadezhda Mikhailova, que va ser el ministre de Relacions Exteriors en el govern de Kostov. Després de la derrota de la UDF a les eleccions locals de 2003 i la negativa de dimitir de Mikhailova, els 20 diputats de Kostov anunciaren que abandonaven la UDF per a crear un nou partit. Es presentà a les eleccions legislatives búlgares de 2005, en les que va obtenir 1234,788 vots (el 6,4% dels vots, el 18% a la ciutat de Sofia) i 17 escons.
La pèrdua de suport de vots el va fer arribar a una entesa amb la UDF, i ambdós formaren la Coalició Blava, amb la que es van presentar a les eleccions legislatives búlgares de 2009 i que va obtenir 285,662 vots (el 6,76%) i 15 escons.

## Resultats electorals

### Assemblea Nacional
| Any       | Vots    | %          | Escons   | +/– | Govern                |
| --------- | ------- | ---------- | -------- | --- | --------------------- |
| 2005      | 234,788 | 6.44 (#6)  | 17 / 240 | Nou | Oposició              |
| 2009      | 285,671 | 6.76 (#5)  | 15 / 240 | 2   | Suport                |
| 2013      | 103,638 | 2.93 (#7)  | 0 / 240  | 15  | Extraparlamentari     |
| 2014      | 291,806 | 8.89 (#4)  | 23 / 240 | 23  | Coalició              |
| 2017      | 86,984  | 2.48 (#6)  | 0 / 240  | 23  | Extraparlamentari     |
| Abr. 2021 | 302,280 | 9.31 (#5)  | 10 / 240 | 10  | Eleccions anticipades |
| Jul. 2021 | 345,331 | 12.64 (#4) | 11 / 240 | 1   | Eleccions anticipades |
| Nov. 2021 | 166,966 | 6.37 (#6)  | 7 / 240  | 4   | Coalició              |
| 2022      | 186,511 | 7.45 (#6)  | 8 / 240  | 1   | Eleccions anticipades |
| 2023      | 621,069 | 23.54 (#2) | 10 / 240 | 2   | Coalició              |

1. ↑  Dins de la Coalició Blava.
2. ↑  Dins de la coalició Bloc Reformista.
3. ↑  Dins de la coalició Nova República
4. 1 2 3 4  Dins de la coalició Bulgària Democràtica.
5. ↑  Dins la coalició PP–DB.

### Presidencials
| Any  | Candidat         | 1a volta | 1a volta | 1a volta | 2a volta | 2a volta | 2a volta |
| Any  | Candidat         | Vots     | %        | Pos.     | Vots     | %        | Pos.     |
| ---- | ---------------- | -------- | -------- | -------- | -------- | -------- | -------- |
| 2006 | Nedelcho Beronov | 271,078  | 9.75%    | 3r       | -        | -        | -        |
| 2011 | Rumen Hristov    | 65,761   | 1.95%    | 6è       | -        | -        | -        |
| 2016 | Traycho Traykov  | 224,734  | 5.87%    | 6è       | -        | -        | -        |
| 2021 | Lozan Panov      | 98,488   | 3.68%    | 5è       | -        | -        | -        |

1. ↑  Dins de la Coalició Blava.
2. ↑  Dins de la coalició Bloc Reformista.
3. ↑  Dins de la coalició Bulgària Democràtica

### Parlament Europeu
| Any  | Escons | +/- | Vots    | %     | Pos. |
| ---- | ------ | --- | ------- | ----- | ---- |
| 2007 | 0 / 18 | Nou | 84,350  | 4.35% | 7è   |
| 2009 | 2 / 18 | 2   | 204,817 | 7.95% | 6è   |
| 2014 | 1 / 17 | 1   | 144,532 | 6.45% | 5è   |
| 2019 | 1 / 17 | =   | 118,484 | 6.06% | 5è   |

1. ↑  Dins de la Coalició Blava.
2. ↑  Dins de la coalició Bloc Reformista.
3. ↑  Dins de la coalició Bulgària Democràtica.